# Torsten Carleman
Torsten Carleman, nascido Tage Gills Torsten Carleman (Osby, 8 de julho de 1892 — Estocolmo, 11 de janeiro de 1949), era um matemático sueco, conhecido por seus resultados na análise clássica e suas aplicações. Como diretor do Instituto Mittag-Leffler por mais de duas décadas, Carleman foi o matemático mais influente da Suécia.

## Trabalho
A dissertação de Carleman sob Erik Albert Holmgren, bem como seu trabalho no início dos anos 1920, foi dedicada a equações integrais singulares. Ele desenvolveu a teoria espectral de operadores integrais com kernels Carleman, ou seja, kernels K(x, y) tais que K(y, x) = K(x, y) para quase todos (x, y), e
{\displaystyle \int |K(x,y)|^{2}dy<\infty }
para quase todo x.
Em meados da década de 1920, Carleman desenvolveu a teoria das funções quase analíticas. Ele provou a condição necessária e suficiente para a quase-analiticidade, agora chamada de teorema de Denjoy-Carleman. Como corolário, ele obteve uma condição suficiente para a determinação do problema do momento. Como uma das etapas da prova do teorema de Denjoy-Carleman em Carleman (1926), ele introduziu a desigualdade de Carleman
{\displaystyle \sum _{n=1}^{\infty }\left(a_{1}a_{2}\cdots a_{n}\right)^{1/n}\leq e\sum _{n=1}^{\infty }a_{n},}
válido para qualquer sequência de números reais não negativos ak.
Quase ao mesmo tempo, ele estabeleceu as fórmulas de Carleman na análise complexa, que reconstroem uma função analítica em um domínio a partir de seus valores em um subconjunto da fronteira. Ele também provou uma generalização da fórmula de Jensen, agora chamada de fórmula Jensen-Carleman.
Na década de 1930, independentemente de John von Neumann, ele descobriu o teorema ergódico médio. Mais tarde, ele trabalhou na teoria das equações diferenciais parciais, onde introduziu as estimativas Carleman, e encontrou uma maneira de estudar as asymptotics espectrais de operadores de Schrödinger.
Em 1932, seguindo o trabalho de Henri Poincaré, Erik Ivar Fredholm, e Bernard Koopman, ele desenvolveu a incorporação de Carleman (também chamada de linearização de Carleman), uma maneira de incorporar um sistema de dimensão finita de equações diferenciais não lineares du⁄dt = P(u) para u: Rk → R, onde as componentes de P são polinômios em u, em um sistema infinito-dimensional de equações diferenciais lineares.
Em 1933, Carleman publicou uma pequena prova do que agora é chamado de teorema Denjoy-Carleman-Ahlfors. Este teorema afirma que o número de valores assintóticos obtidos por uma função inteira de ordem ρ ao longo de curvas no plano complexo indo para fora em direção ao valor absoluto infinito é menor ou igual a 2ρ.
Em 1935, Torsten Carleman introduziu uma generalização da transformada de Fourier, que prenunciou o trabalho de Mikio Sato sobre hiperfunções; suas notas foram publicadas em Carleman (1944). Considerou as funções f de no máximo crescimento polinomial, e mostraram que cada uma destas funções pode ser decomposto como f = f+ + f−, onde f+ e f− são analítico na parte superior e na metade inferior planos, respectivamente, e que esta a representação é essencialmente única. Em seguida, ele definiu a transformada de Fourier de (f+, f−) como outro par (g+, g−). Embora conceitualmente diferente, a definição coincide com a dada mais tarde por Laurent Schwartz para distribuições temperadas. A definição de Carleman deu origem a inúmeras extensões.
Voltando à física matemática na década de 1930, Carleman deu a primeira prova da existência global para a equação de Boltzmann na teoria cinética dos gases (seu resultado se aplica ao caso homogêneo do espaço). Os resultados foram publicados postumamente em Carleman (1957).
Carleman supervisionou o doutorado. teses de Ulf Hellsten, Karl Persson (Dagerholm), Åke Pleijel e (juntamente com Fritz Carlson) de Hans Rådström.

## Publicações selecionadas
- Carleman, T. (1926). Les fonctions quasi analytiques (em francês). Paris: Gauthier-Villars. JFM 52.0255.02
- Carleman, T. (1944). L'Intégrale de Fourier et Questions que s'y Rattachent (em francês). Uppsala: Publications Scientifiques de l'Institut Mittag-Leffler. MR 0014165
- Carleman, T. (1957). Problèmes mathématiques dans la théorie cinétique des gaz (em francês). Uppsala: Publ. Sci. Inst. Mittag-Leffler. MR 0098477
- Carleman, Torsten (1960),  Pleijel, Ake; Lithner, Lars; Odhnoff, Jan, eds., Edition Complete Des Articles De Torsten Carleman, Litos reprotryk and l'Institut mathematique Mittag-Leffler